# Чепецкая (станция)
Чепе́цкая — железнодорожная станция Кировского региона Горьковской железной дороги. Конечная станция линии примыкания длиной 10,9 км к северному ходу Транссибирской магистрали на участке Лянгасово — Пермь между остановочным пунктом Мутница (982,2 км) и станцией Бумкомбинат (992,9 км) Находится в городе Кирово-Чепецке Кировской области.
Станция открыта для грузовой и пассажирской работы. С 16 июня 2025 года между Кировом и Кирово-Чепецком запущено железнодорожное пригородное сообщение.

## История
Начало железнодорожного строительства относится к 1940 году, когда было организовано железнодорожное сообщение площадки строящегося Кирово-Чепецкого промышленного узла (ТЭЦ и завода № 752) с полустанком Бумкомбинат на линии Транссиба.
В 1947 году железнодорожная ветка Бумкомбинат (3 пост) — Чепецкая (2 пост) введена в ведение завода № 752. Все грузы поступали на 3 пост, откуда доставлялись на 2 пост заводским паровозом. Прямое автомобильное сообщение с областным центром отсутствовало.
22 июля 1951 года приказом директора завода 752 Я. Ф. Терещенко на станции Чепецкая начали строительство железнодорожного пакгауза и 2-х жилых домов, таково было условие для передачи железнодорожной ветки Бумкомбинат — Чепецкая в ведение МПС.
С 4 октября 1951 года была организована прицепка пассажирского вагона к грузовым составам до станции Бумкомбинат, а 20 ноября до неё открыли регулярное пассажирское сообщение, с 11 августа 1952 года перешедшее в ведение МПС.
18 января 1954 года все объекты станции Чепецкая (вокзал, пакгаузы, платформы, жилые дома, линии электропередач и трансформаторная подстанция) и путевое хозяйство между станциями Бумкомбинат и Чепецкая приняла Горьковская железная дорога.
В июле 1960 года для маневровых работ на станции КЧХЗ были получены три тепловоза ТГМ3.
В 1967-1969 годах на станции была проведена реконструкция. Количество станционных путей увеличилось до 6-ти, протяжённость подъездных путей достигла 30 км (только в собственности КЧХЗ было 19 км). После принятия решения о строительстве ЗМУ в московском институте «ПромтрансНИИпроект» началось проектирование расширения всего железнодорожного хозяйства: станций Бумкомбинат и Чепецкая, объектов химического завода. В итоге было утверждено решение о переводе станции Чепецкая на электротягу со строительством нового однопутного электрифицированного пути с выходом на Трансиб между 982 км и 992 км, о реконструкции самой станции со строительством нового депо, об устройстве путевой инфраструктуры.
В 1975-1977 годах велась работа по строительству главного пути и путей к корпусам новых производств. В 1981 году был сдан пункт подготовки вагонов под погрузку минеральными удобрениями. В 1985 году на станции Чепецкая была введена электрическая централизация положения стрелочных переходов, блокировки и связи. С пуском ЗМУ протяжённость подъездных путей увеличилась до 90 км, появились шестиосные маневровые тепловозы ТЭМ2.
В июне 2025 года восстановлено пригородное сообщение между Кировом и Кирово-Чепецком, запущены 4 пары электропоездов в день.

## Линии
Станция Чепецкая является конечной, из неё выходят:
- однопутная электрифицированная ветка с выходом на северный ход Транссибирской магистрали,
- четыре однопутных неэлектрифицированных подъездных пути, используемых для грузового сообщения с предприятиями Кирово-Чепецка.

## Параграфы работы
1. Приём и выдача повагонных отправок грузов, допускаемых к хранению на открытых площадках станций.
2. Приём и выдача грузов повагонными и мелкими отправками, загружаемых целыми вагонами, только на подъездных путях и местах необщего пользования.
3. Приём и выдача повагонных отправок грузов, требующих хранения в крытых складах станций.
4. Приём и выдача грузов в универсальных контейнерах транспорта массой брутто 3 и 5 т на подъездных путях.